# كاتدرائية سيدة لورد (الدار البيضاء)
كاتدرائية سيدة لورد (بالفرنسيَّة: Cathédrale Notre-Dame-de-Lourdes de Casablanca) هي كاتدرائيَّة رومانية كاثوليكية تقع في مدينة الدار البيضاء. بنيت في عام 1954 من قبل المعماري آشيل دانجيلترّي والمهندس بول زيمر، وهي الكنيسة الثانية التي بنيت على يده بعد كنيسة القلب المقدس في الدار البيضاء. وتتبع الكاتدرائية الأبرشية الرومانية الكاثوليكية في الرباط.